# Bardenberg
Bardenberg is een plaats in de Duitse gemeente Würselen, deelstaat Noordrijn-Westfalen.

## Geschiedenis
Bardenberg werd voor het eerst schriftelijk vermeld in 867. In 113 was er al sprake van mijnbouw. Vanaf de 14e eeuw tot 1794 behoorde Bardenberg tot het Hertogdom Gulik. De steenkoolmijnbouw was belangrijk voor Bardenberg. In 1856 werd het Knappschaftskrankenhaus opgericht om de vele slachtoffers van ongevallen in de mijnen te helpen. De belangrijkste mijnen in Bardenberg waren Grube Alte Furth en Grube Neue Furth, behorend tot het zogeheten Wurmrevier (Wormbekken). Ook van de Grube Gouley vindt men gangen.

## Bezienswaardigheden
- Kasteel Wilhelmstein, 1265-1269, gebouwd in breuksteen, ommuurd, met poortgebouw en bedrijfsgebouw, grotendeels ruïne
- Bardenberger Mühle (ook: Alte Mühle), een watermolen op de Worm.
- Watertoren, 47 meter hoog, 1909-1911.
- Sint-Petrus en -Pauluskerk, van 1914-1920, neogotisch bakstenen gebouw met voorgebouwde toren.
- Gut Steinhaus, 16e tot 18e eeuw

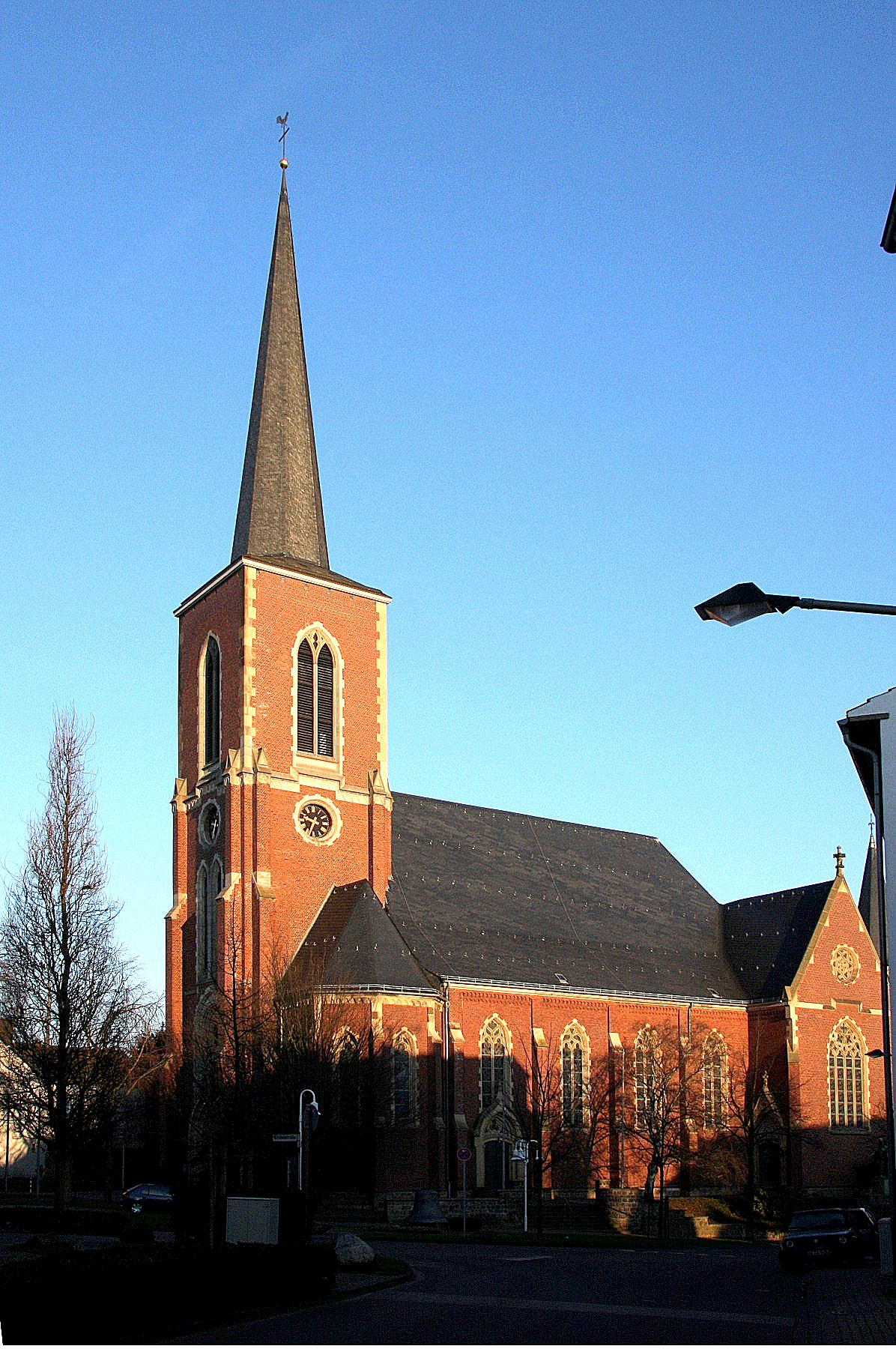
Sint-Petrus en -Pauluskerk
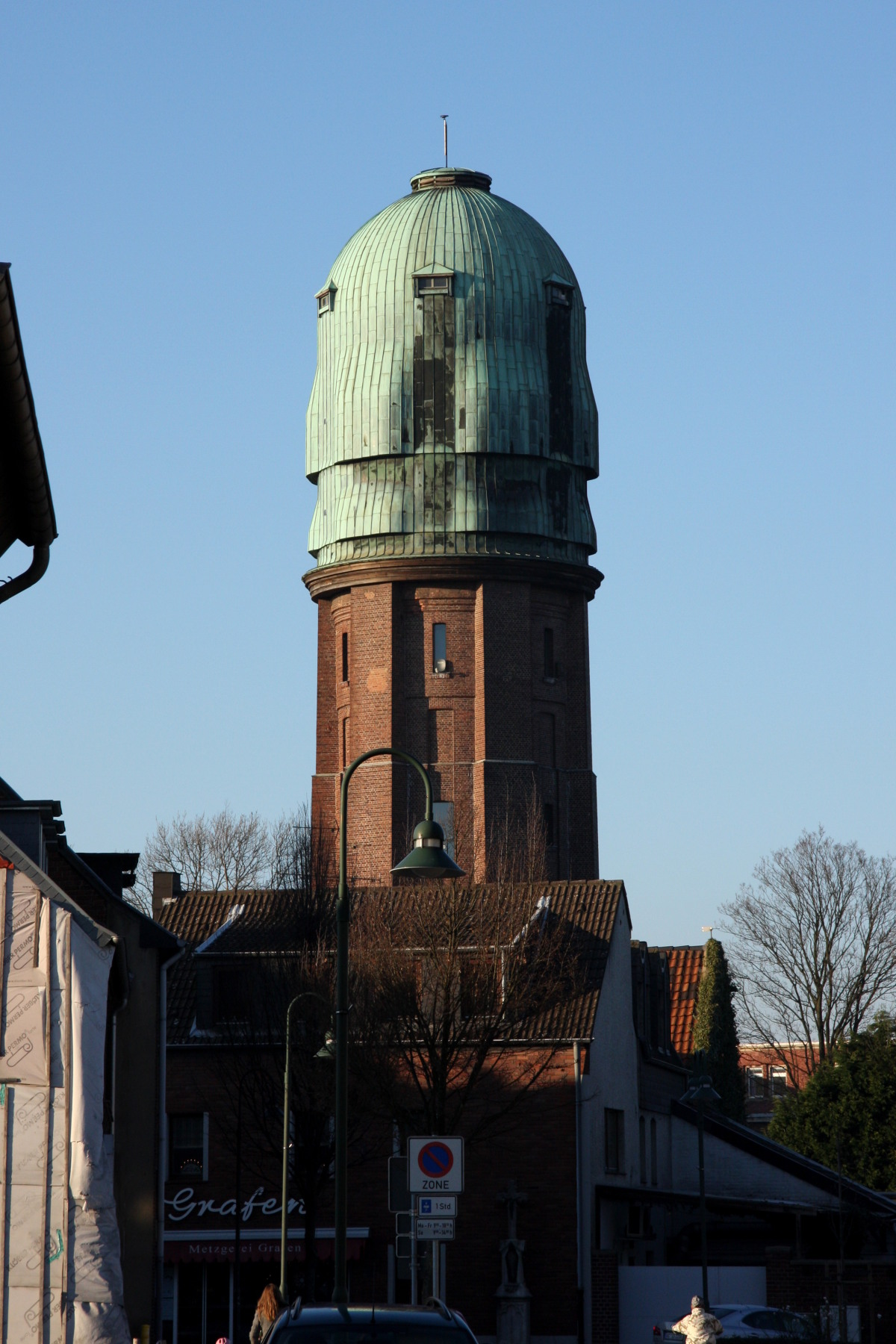
Watertoren
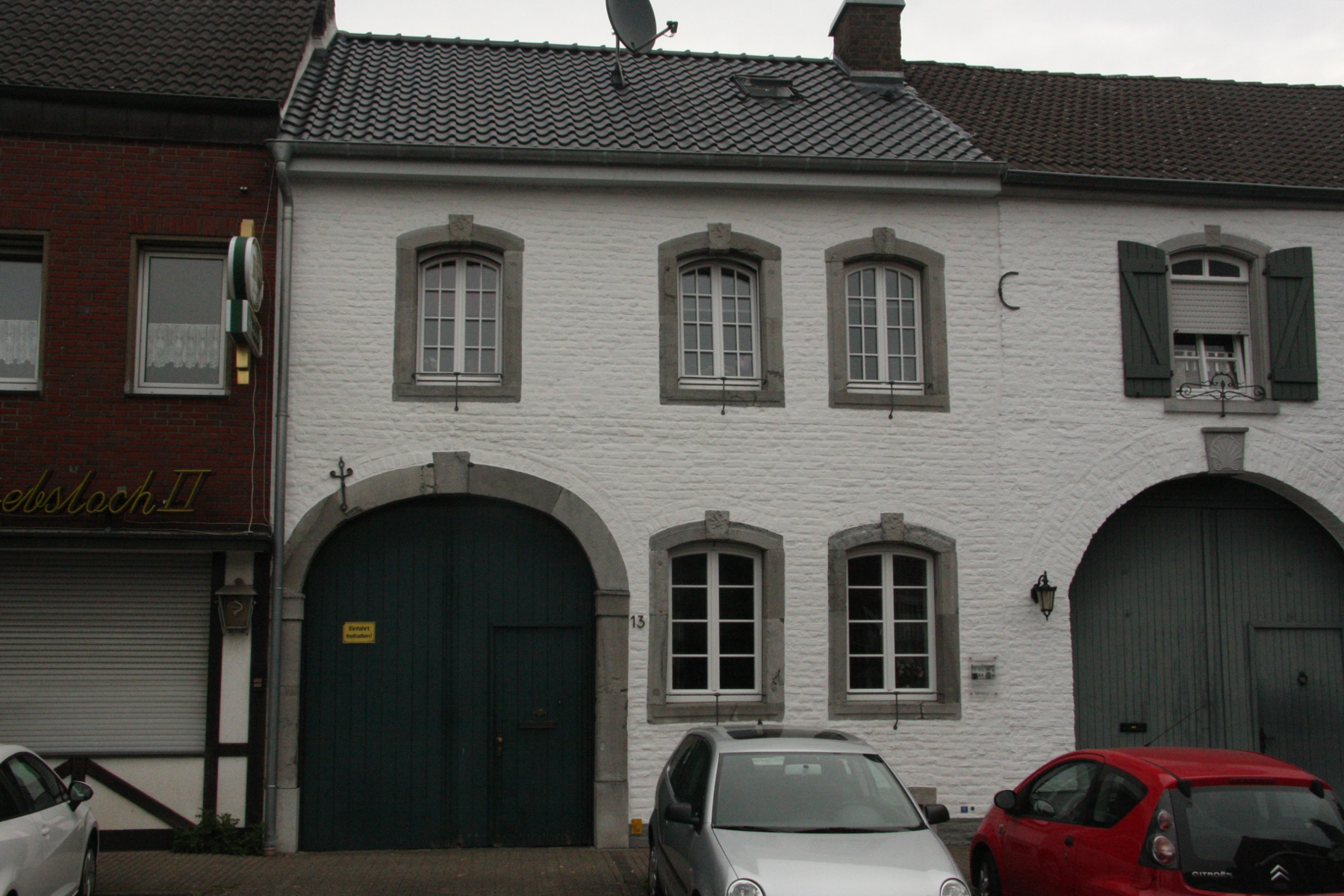
Kirchenstrasse 13
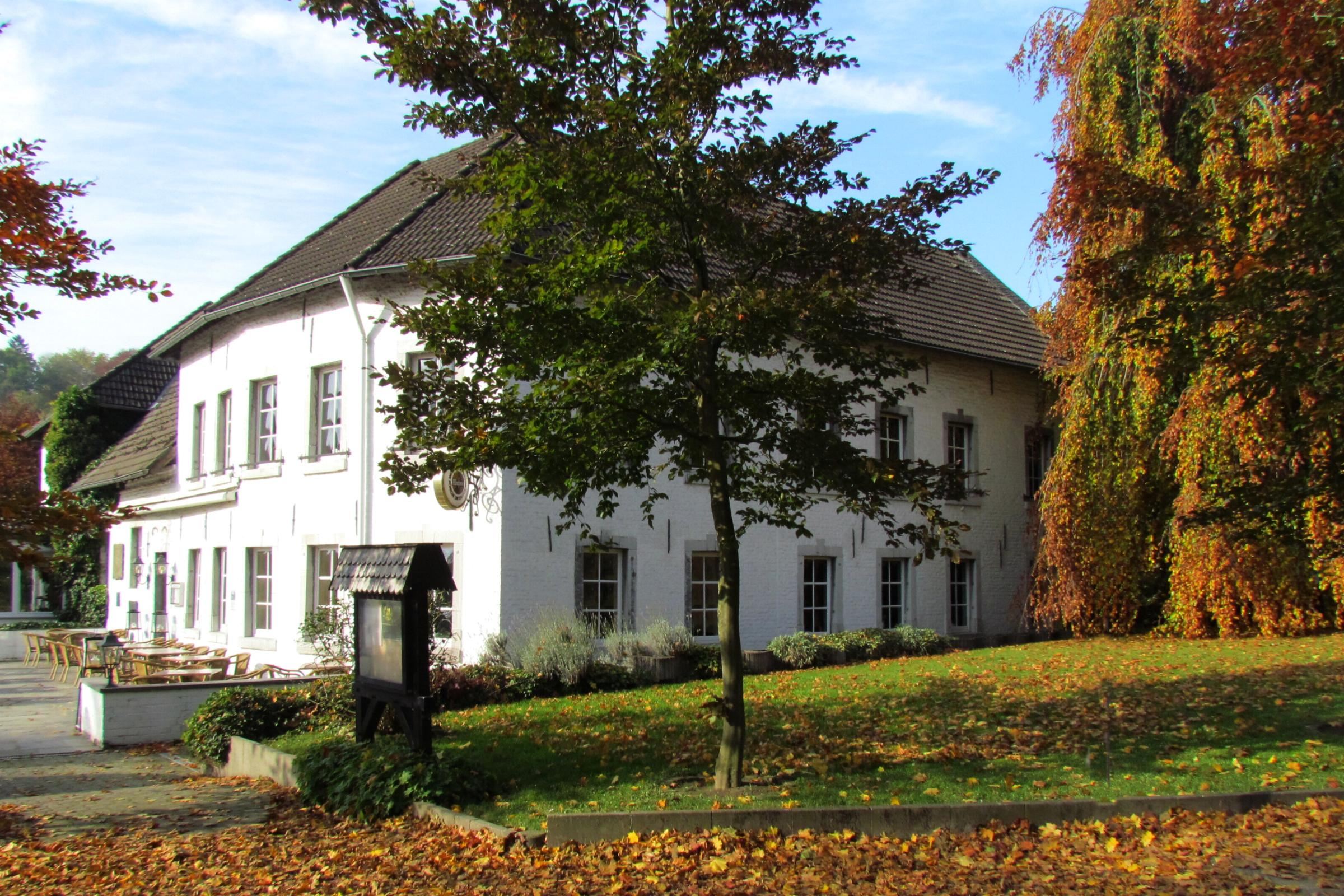
Bardenberger Mühle
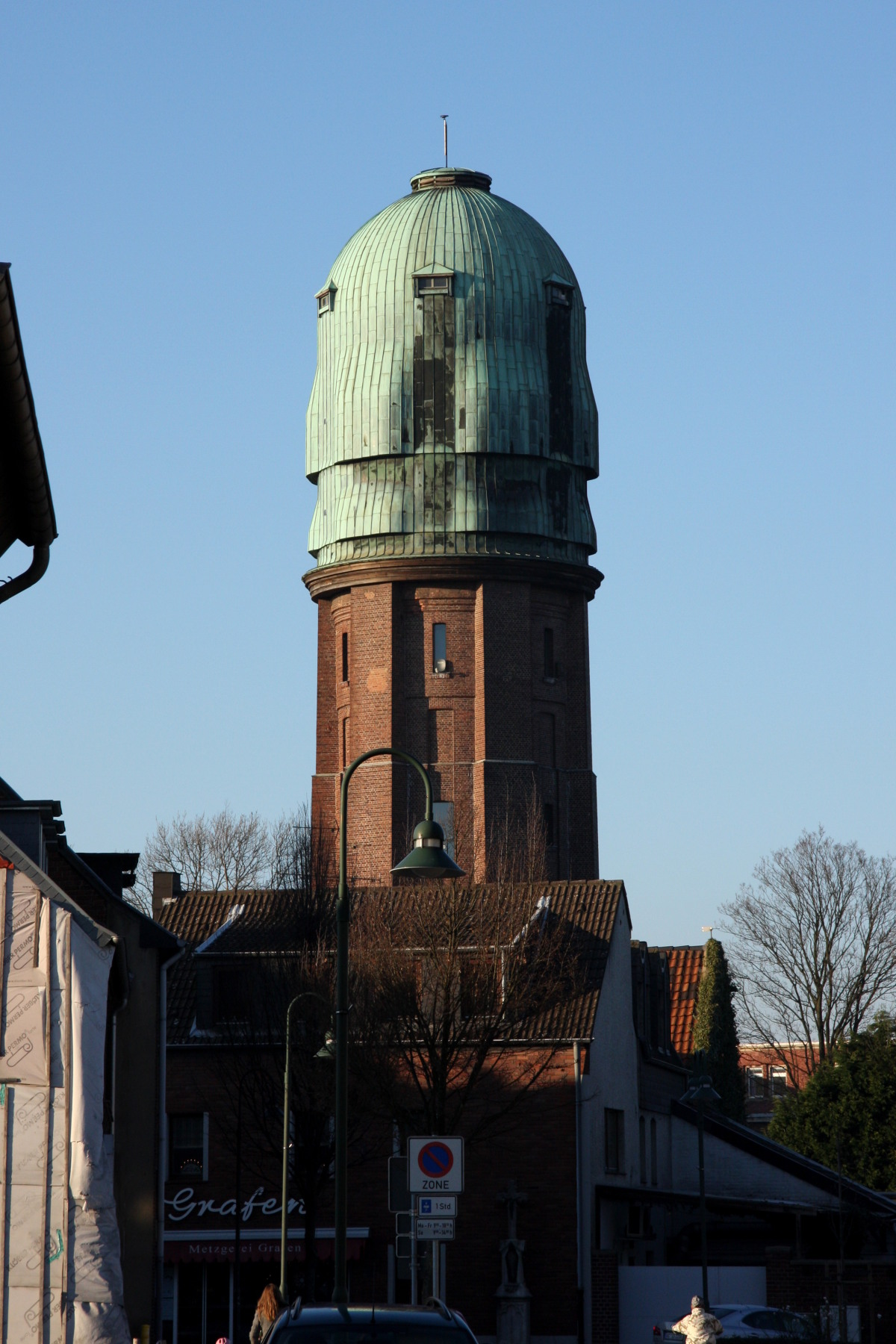
Watertoren
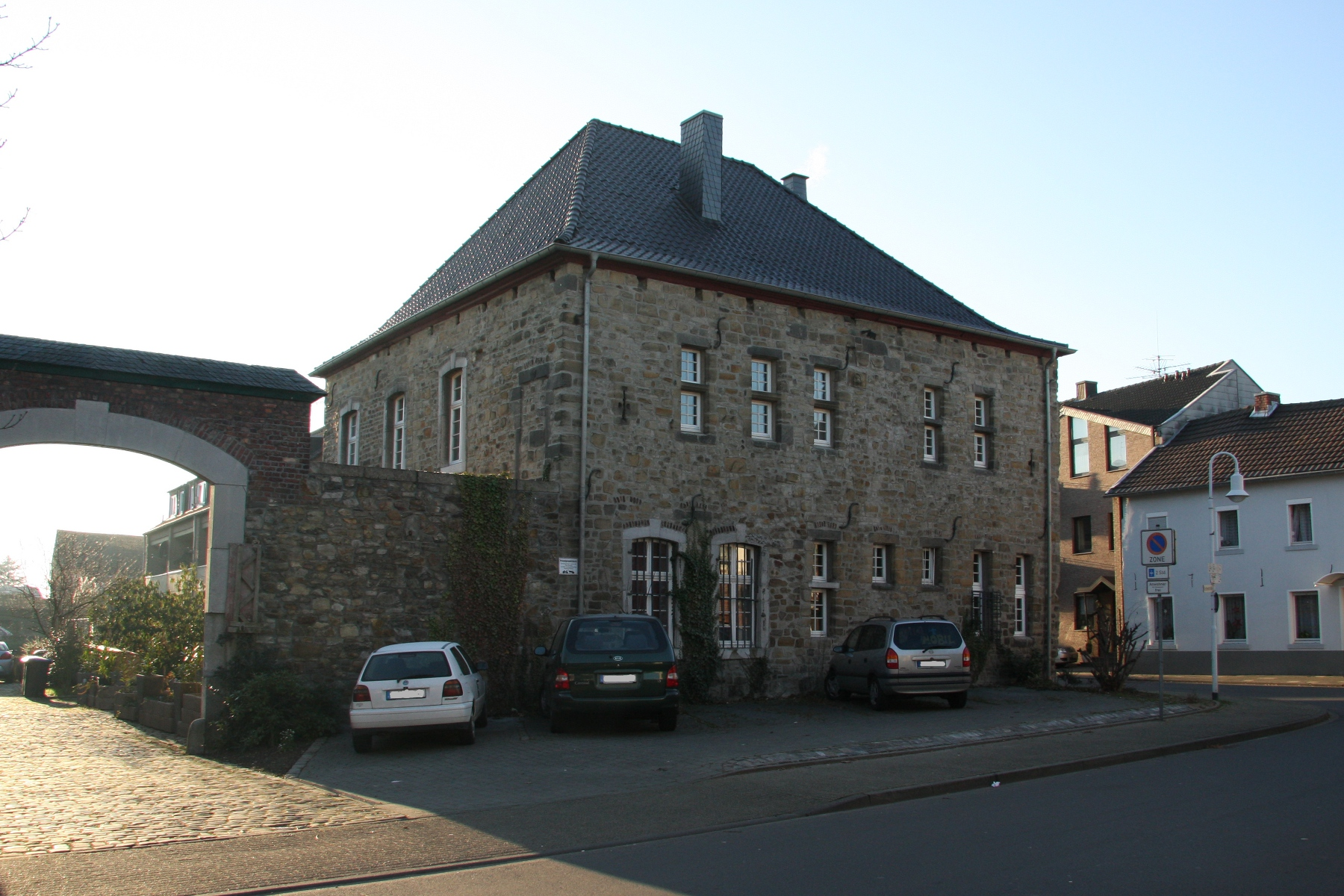
Gut Steinhaus
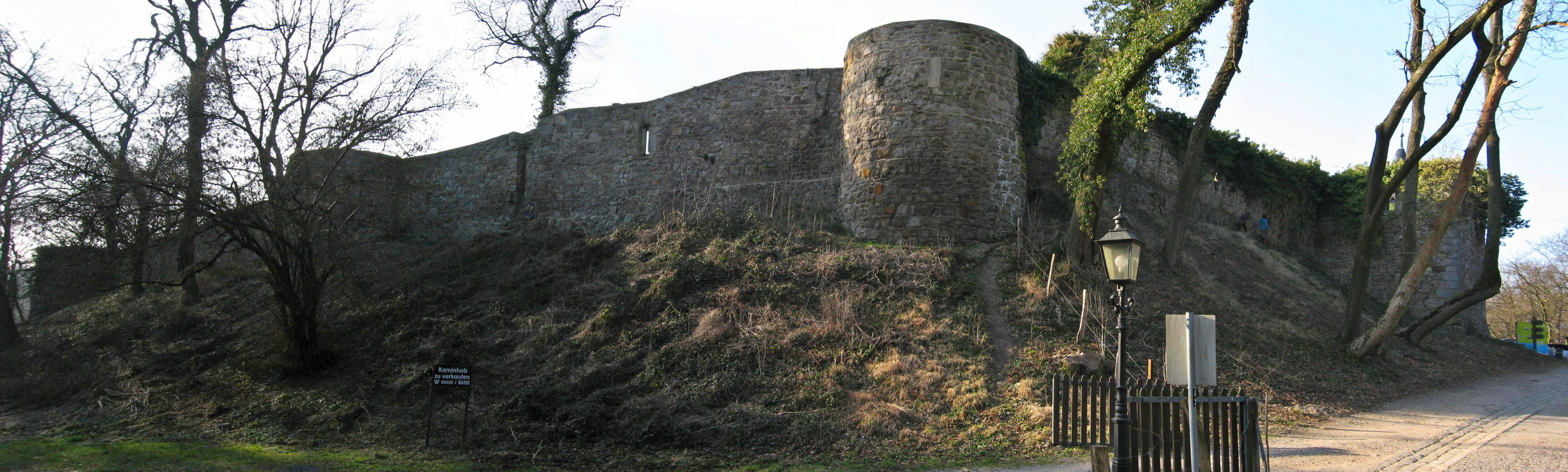
Kasteel Wilhelmstein

## Natuur en landschap
Bardenberg ligt ten oosten van het dal van de Worm op een plateau en op een hoogte van 182 meter. In het noorden ligt een voormalige bruinkoolgroeve, in het zuiden vindt men het natuurgebied Wurmtal südlich Herzogenrath. Naar het noorden, westen en zuiden toe is het gebied verstedelijkt, naar het oosten toe is er landbouwgebied.

## Nabijgelegen kernen
Würselen, Kohlscheid, Niederbardenberg, Euchen

## Geboren
- Hans-Josef Kapellmann (1949), voetballer

Bardenberg · Broich · Broichweiden · Euchen · Grevenberg · Linden-Neusen · Morsbach · Oppen-Haal · Pley · Scherberg · Vorweiden · Würselen